# 高加索方面军
高加索方面军是第二次世界大战期间苏联红军的一个方面军。

## 历史
1941年12月30日，高加索方面军在外高加索方面军的基础上组建。费奥多尔·托尔布欣出任参谋长。
12月25日，隶属于外高加索方面军和黑海舰队的部队发起刻赤半島戰役，在克里米亚半岛建立桥头堡，迫使德国守军后撤。
1942年1月28日，高加索方面军被分割。